# Chorkówka
Chorkówka – wieś w Polsce, położona w województwie podkarpackim, w powiecie krośnieńskim, w gminie Chorkówka. Siedziba gminy Chorkówka.
| SIMC    | Nazwa    | Rodzaj    |
| ------- | -------- | --------- |
| 0346922 | Cieplice | część wsi |
| 0346939 | Dół      | część wsi |
| 0346945 | Góra     | część wsi |
| 0346951 | Podlas   | część wsi |
| 0346968 | Zagóra   | część wsi |
| 0346974 | Zastaw   | część wsi |

W latach 1954–1972 wieś należała i była siedzibą władz gromady Chorkówka. W latach 1975–1998 wieś położona była w województwie krośnieńskim.
W 1366 r. za czasów króla Kazimierza właścicielami Chorkówki byli bratankowie kanclerza królewskiego – Janusza Suchegowilka. Kolejne wzmianki o wsi pochodzą z 1441 r., gdy właścicielami byli Kobylańscy. W 1489 roku bankrutujący Piotr ze Skotnik - właściciel Żeglec, zastawił połowę swego dziedzictwa w Żeglcach i połowę Chorkówki Janowi Targowickiemu z Targowisk - autorowi Rocznika. Miejscowość ta, jak i inne na Podkarpaciu, nękana była przez napady Tatarów, Szwedów, Węgrów. Najbardziej ucierpiała podczas napaści wojsk Rakoczego w marcu w 1657 r.
W 1856 r. od hrabiego Napoleona Bobrowskiego wieś tę kupił Ignacy Łukasiewicz i zbudował tu w tym roku największą rafinerię. Krakowski architekt A. Gaubauer wybudował tu dla Łukasiewicza stylowy dworek. W 1876 r. żona Ignacego Honorata Łukasiewicz założyła szkołę koronczarek. Łukasiewiczowie w swoim dworku w 1863 r. udzielali schronienia powstańcom styczniowym; m.in. inż. Antoniemu Jabłońskiemu i Henrykowi Walterowi. W dworskiej oficynie w Chorkówce I. Łukasiewicz otworzył jednoklasową szkołę wiejską i zaangażował opłacanego przez siebie nauczyciela. Jednak w 1882 r. zmarł w wyniku choroby płuc. Majątek Łukasiewiczów kupił Seweryn Stawiarski z Jedlicza, a w 1904 r. rafineria została zniszczona w pożarze.
W czasie II wojny światowej działały tu oddziały partyzanckie, np. grupa dyw. Placówki Chorkówka Centuria AK OP-15 z d-cą Janem Kurkiem Lewym. W sierpniu 1944 roku oddział AK OP-15 Placówki Cecylia dowodzony przez Kazimierza Kresiaka, zaatakował dwór ufortyfikowany przez stacjonujący w nim ukraiński oddział „Galizien" w Chorkówce i zdobył dokumenty świadczące o zamiarze pacyfikacji okolicznych miejscowości przez oddział SS. Po wejściu wojsk sowieckich, ppor. Marian Szpil „Jarowicz" dow. Plutonu nr 39 w Żeglcach z AK OP-15 został aresztowany przez NKWD i wywieziony na Syberię, skąd wrócił z mocno zniszczonym zdrowiem.
W pierwszych latach po II wojnie światowej dworek Łukasiewiczów uległ zniszczeniu. W 1979 r. wykonano z olbrzymiego łomu piaskowca pomnik I. Łukasiewicza.